# HC Meran
Der Hockey Club Meran (italienisch: Hockey Club Merano) ist ein italienischer Eishockeyverein aus Meran. Die erste Mannschaft des Vereins spielt ab 2021 in der internationalen Alps Hockey League und gleichzeitig in der IHL Serie A. Das Heimatstadion, die Meranarena, hat eine Zuschauerkapazität von etwa 3500 Plätzen. Die meisten Spieler der Mannschaft stammen aus der Gemeinde Meran, der Heimatgemeinde des Klubs.

## Geschichte
Die Gründung erfolgte 1968 als Sektion des Sportclub Meran. In den 1970er Jahren konnte der Verein mit zwei Meistertiteln in der Serie A2 erste Erfolge feiern. Den ersten italienischen Meistertitel in der Vereinsgeschichte erreichte der Club in der Saison 1985/86. 1999 folgte eine weitere Meisterschaft, bevor der Verein 2004 in die Serie A2 abstieg. 2008 stellte der HC Meran den Spielbetrieb ein und ging in die Insolvenz, nachdem ein Jahr zuvor der Spielbetrieb nur durch eine Partnerschaft mit dem HC Bozen aufrechterhalten werden konnte.
Im September 2002 gründete sich neben dem HC Meran der HC Meran Junior, der sich zunächst ausschließlich um den Meraner Eishockey-Nachwuchs kümmerte und dank seriöser Arbeit große Erfolge feierte. In der Saison 2008/09 nahm die erste Mannschaft an der Serie C (U26) teil und gewann deren Meisterschaft.
Anfang 2009 entschied sich der Vereinsvorstand das Aufstiegsrecht in die Serie A2 wahrzunehmen. Als Trainer wurden für die Saison 2009/10 Bruno Aegerter als Cheftrainer und Esa Siren, der vor sechs Jahren beim SV Kaltern arbeitete, als sein Assistent verpflichtet. Aegerter war bereits in der Saison 2006/07 Trainer in Meran und gewann mit dem Team den Meistertitel der Serie A2.
Seit 2014 spielt der HC Meran in der Serie B und der ehemalige Kapitän Massimo Ansoldi wurde als Trainer verpflichtet. In der Saison 2015/16 gelang es der Mannschaft den Serie B Titel zu holen.
2020 gewann der HC Meran unter dem Trainer Massimo Ansoldi zum ersten Mal in der Vereinsgeschichte die Coppa Italia. In der nun als Italian Hockey League firmierenden zweite italienischen Spielklasse wurde Meran zwischen 2017 und 2021 drei Mal Vizemeister. 2021 erhielt man vom italienischen Verband eine Wild Card für die Teilnahme an der IHL Serie A und damit an der internationalen Alps Hockey League.

## Trainer
| Zeit      | Trainer                         |
| --------- | ------------------------------- |
| 1985/86   | Bryan Lefley                    |
| 1986/87   | Jiří Kochta                     |
| 1990–1992 | Enio Sacilotto                  |
| 1997/98   | Bob Manno                       |
| 1998–2001 | Miroslav Fryčer                 |
| 2001/02   | Brian de Bruyn, Blair MacDonald |
| 2002/03   | Paul Theriault                  |
| 2003/04   | Bernhard Lutz, Enio Sacilotto   |
| 2004–2006 | Stefan Mair                     |
| 2006/07   | Bruno Aegerter                  |
| 2009/10   | Bruno Aegerter                  |
| 2011–2013 | Doug McKay                      |
| 2013/14   | Miroslav Fryčer                 |
| 2014–2020 | Massimo Ansoldi                 |
| 2020      | Miroslav Ihnačák                |
| 2020–2021 | Doug McKay                      |
| 2021–2022 | Kim Collins                     |
| 2022      | Massimo Ansoldi                 |
| 2022–2023 | Brad Gratton                    |
| 2023–2024 | Jarrod Skalde                   |
| seit 2024 | Christian Borgatello            |

## Sportliche Erfolge

### Herren
- Meister der Serie A1 1986 und 1999
- Meister der Serie B/A2 1971, 1978, 1991, 2007, 2016
- Meister der Serie C 2009

### Junioren
Saison 2005/06
- U8: Regionalmeisterschaft teilgenommen, keine Wertung
- U10: Regionalmeisterschaft teilgenommen, keine Wertung
- U12: 8. Platz Italienmeisterschaft
- U14: 2. Platz Italienmeisterschaft
- U16: 7. Platz Italienmeisterschaft
- U19: 4. Platz Italienmeisterschaft

Saison 2004/05
- U8: Regionalmeisterschaft teilgenommen, keine Wertung
- U10: 2. Platz Regionalmeisterschaft
- U12: 5. Platz Italienmeisterschaft
- U14: 9. Platz Italienmeisterschaft
- U16: 3. Platz Italienmeisterschaft
- U19: 2. Platz Italienmeisterschaft

Saison 2003/04
- U8: Regionalmeisterschaft teilgenommen, keine Wertung
- U10: Regionalmeisterschaft teilgenommen, keine Wertung
- U12: Regionalmeister und Italienmeister
- U14: 7. Platz Italienmeisterschaft
- U16: Italienmeister
- U19: Italienmeister

Saison 2002/03
- U8: Regionalmeisterschaft teilgenommen, keine Wertung
- U10: Regionalmeisterschaft teilgenommen, keine Wertung
- U12: Regionalmeister und Italienmeister
- U14: 8. Platz Italienmeisterschaft
- U16: 3. Platz Italienmeisterschaft
- U19: 2. Platz Italienmeisterschaft

## Bedeutende ehemalige Spieler
- Luca Ansoldi
- Massimo Ansoldi
- Christian Borgatello
- Markus Brunner
- Dmitri Gogolev
- Ingemar Gruber
- Kevin Gruber
- Åke Lilljebjörn
- Morris Lukowich
- Bob Manno
- Brian McColgan
- Mark Morrison
- Frank Nigro
- Oleg Petrow
- Norbert Prünster
- Jari Torkki
- Zarley Zalapski
- Harald Zingerle